# Philadelphus lushuiensis
Philadelphus lushuiensis là một loài thực vật có hoa trong họ Tú cầu. Loài này được T.C. Ku & S.M. Hwang miêu tả khoa học đầu tiên năm 1991.